# Transició democràtica espanyola
La Transició democràtica espanyola, Transició espanyola o, simplement, Transició, és el període comprès entre la fi de la dictadura franquista i el restabliment de les institucions democràtiques a l'Estat espanyol, ras i curt, una nova estructura jurídica que havia de generar nous marcs de legitimitat i consens.

## Context

### Situació política
Els darrers anys de la dictadura no van portar cap estovament a l'hora de reprimir els sindicats o associacions polítiques, o bé de signar sentències de mort en els casos de terrorisme, excepció feta del Procés de Burgos.
Des del 22 de juliol de 1969, el dictador Francisco Franco havia proclamat com al seu successor oficial al príncep Joan Carles de Borbó, net d'Alfons XIII, que l'endemà va prestar jurament de lleialtat al dictador, als principis del Movimiento Nacional i a les lleis fonamentals de l'Estat. Durant aquests primers anys de la dècada del 1970, el paper del llavors príncep va ser poc rellevant políticament parlant.
Les protestes estudiantils i vagues, totes ferotgement reprimides, van ser una altra constant de les acaballes del règim. El procés de gradual retirada del suport eclesiàstic, tret d'excepcions, al règim de Franco es va convertir en un altre dels elements característics del període 1969-1975.
L'única resposta a les mobilitzacions de la que el Govern se sentia capaç era la repressió, com el procés 1001, el 1973, contra deu membres de Comissions Obreres acusats d'associació il·lícita i l'execució a garrot vil de Salvador Puig Antich, anarquista militant del Moviment Ibèric d'Alliberament, el 2 de març de 1974. El judici a Comissions Obreres s'inicià el 20 de desembre de 1973 sota una atmosfera de terror, ja quinze minuts abans de l'hora en què havia de començar el judici, el president del govern, l'almirall Luis Carrero Blanco era assassinat per un comando d'Euskadi Ta Askatasuna. Aquesta figura havia de ser el garant de la continuïtat del règim a la mort de Franco, cosa que es va veure parcialment truncada. El nomenament a la presidència del govern de l'anterior director general de seguretat, Carlos Arias Navarro, no deixava dubtes sobre la resposta del règim: emprar la força si calia.

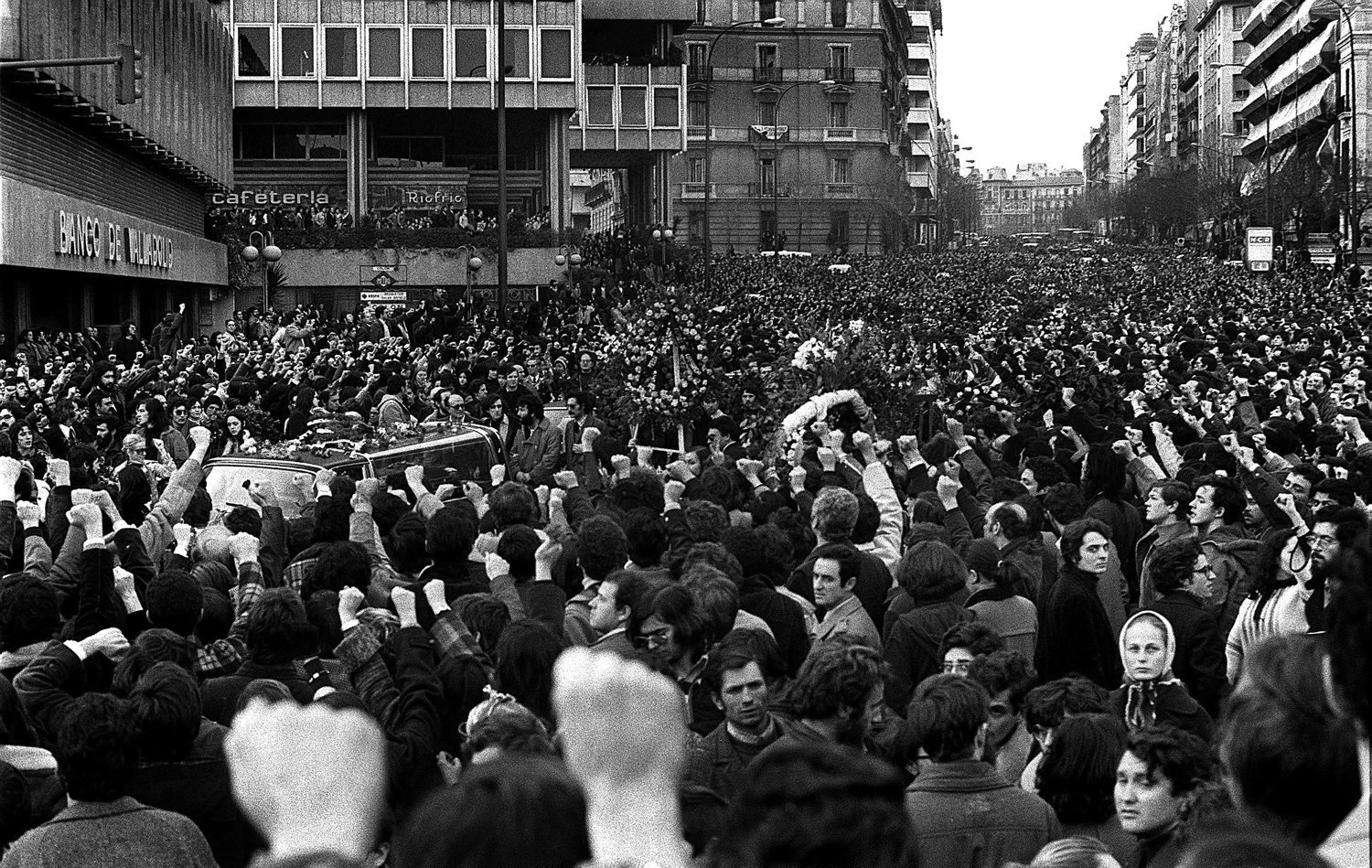
Funeral pels advocats d'Atocha assassinats per l'extrema dreta (Madrid, 26/01/1977)

El caràcter convuls d'aquells anys desmenteix el relat d'una plàcida i pacífica transició a la democràcia. La conflictivitat política i social, que fou altíssima, tingué una traducció en un elevat cost de sang, amb gairebé dos-cents morts a mans dels cossos i forces de seguretat de l'Estat entre 1975 i 1982, i amb atacs criminals per part de l'extrema dreta espanyola, ben sovint en connivència amb la policia. Són els anys de la massacre de Vitòria del 3 de març de 1976, dels Fets de Montejurra del 9 de maig de 1976, de la matança d'Atocha del 24 de gener de 1977, de l'atac contra el dirigent del MPAIAC Antonio Cubillo el 5 d'agost de 1978, de la mort de Gustau Muñoz l'11 de setembre de 1978 o a la de Miquel Grau el 16 d'octubre de 1977, per citar només alguns dels més emblemàtics.

### Situació economicosocial
La crisi del petroli del 1973, tot que silenciada oficialment en les repercussions que per Espanya podia tenir, va començar a deixar senyals de la seva arribada. La recessió a nivell europeu va incidir en dues de les principals fonts de divises estrangeres: el turisme i les remeses dels treballadors emigrats. La perspectiva d'un augment de l'atur i d'una davallada del nivell de vida avançaven un augment paral·lel de la militància obrera.
Els increments salarials van ser limitats en un intent inútil d'aturar la inflació. L'increment real del cost de la vida va acostumar-se a estar marcadament per sobre de les xifres oficials d'inflació. Atès que molts treballadors necessitaven cada cop més de dues feines, o si més no de nombroses hores extraordinàries, per tal de cobrir les seves necessitats, els conflictes socials van constituir el major problema al qual s'enfrontava el govern de Luis Carrero Blanco, entre elles les lluites del Professorat No Numerari, considerades una de les principals palanques de canvi de la universitat franquista.

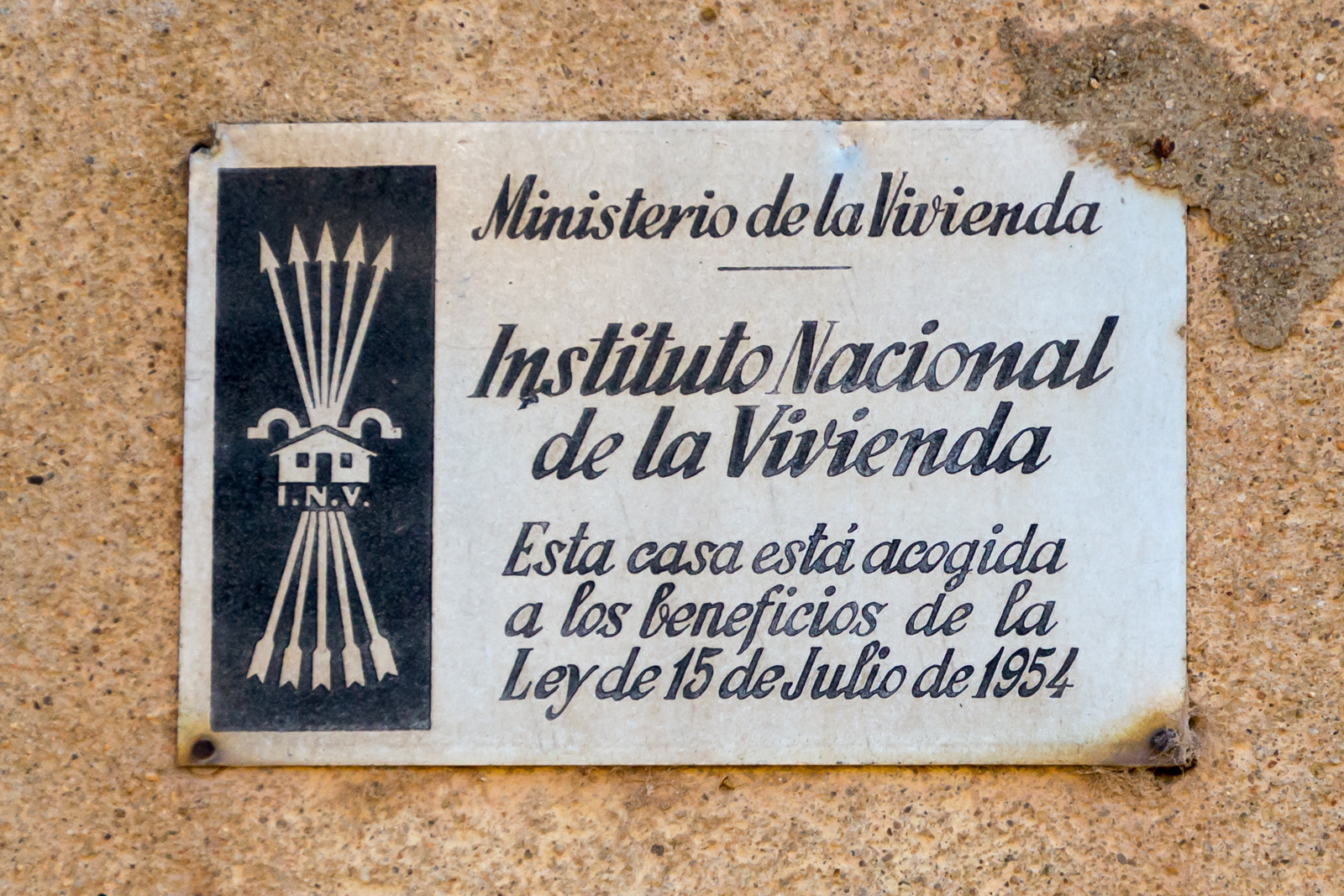

Els planificadors havien fracassat en el seu intent de resoldre el problema de l'habitatge, i el buit fou omplert per l'especulació immobiliària, que va anar acompanyada de construccions de baixa qualitat i nombrosos fraus.
La protesta contra les deficients condicions socials, el baix nivell sanitari i una inadequada organització dels serveis educatius i mèdics, van servir per intensificar la consciència de la classe obrera, que es va convertir en una part important del procés de politització. Al llarg de 1975 es va reforçar la censura, un cop més, i nombrosos diaris van ser «segrestats».

### Mort al llit del dictador
Quan Francisco Franco va morir, el 20 de novembre de 1975, després d'una molt llarga agonia i 36 anys de dictadura, el sector dur del règim ja havia perdut la partida. La solució immobilista del franquisme sense Franco havia mort amb Luis Carrero Blanco, i la solució aperturista/continuista de Carlos Arias Navarro va quedar destruïda per:
- Les maquinacions del mateix sector dur del franquisme anomenat «el búnker», com per exemple el terrorisme d'Estat automàticament imputat al sector dur de l'esquerra del Front Revolucionari Antifeixista i Patriota.
- Per les seves pròpies deficiències.

Això va dur que coincidissin en l'interès pel canvi l'oposició democràtica i una part de l'oligarquia econòmica.

## Restauració de la monarquia

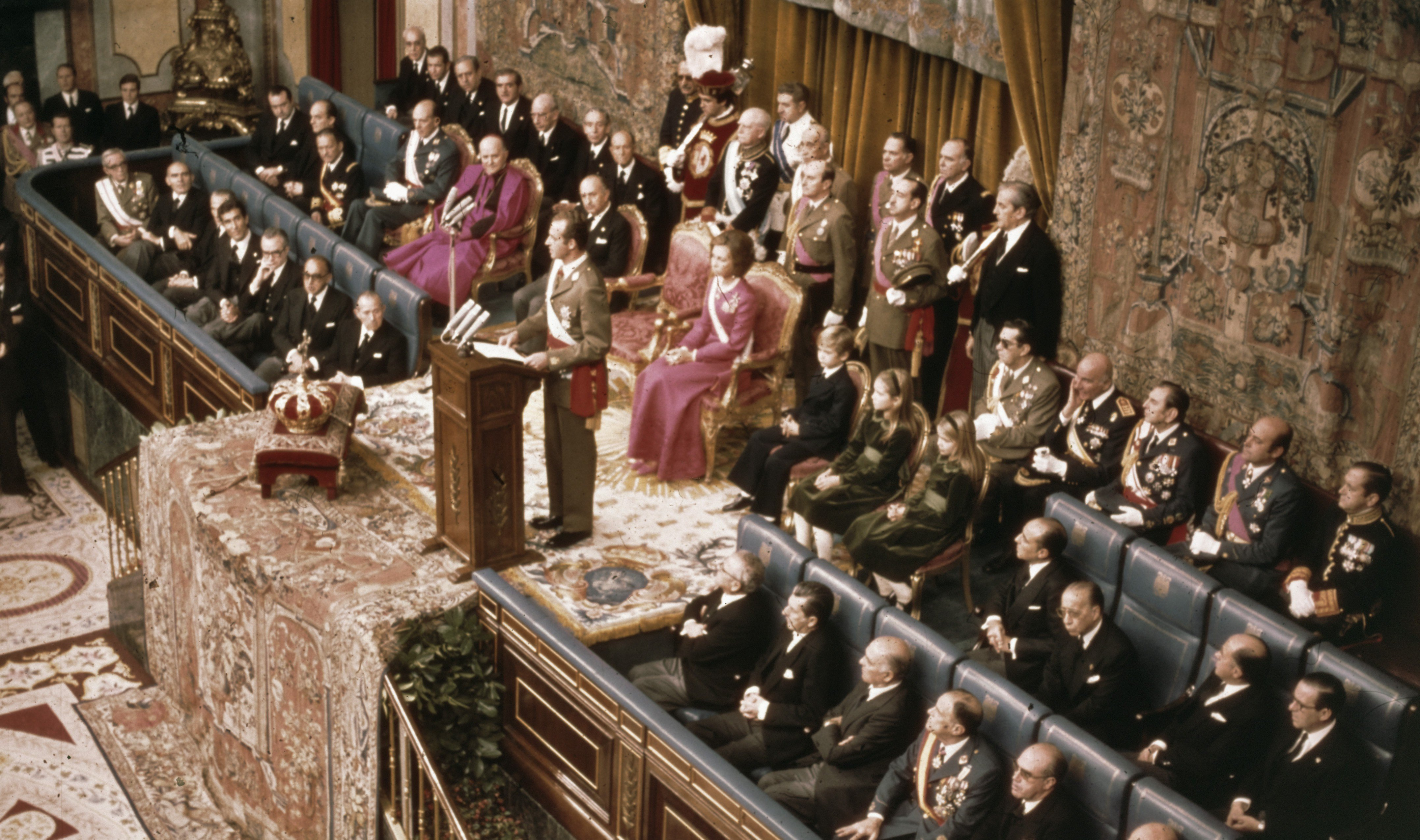
Proclamació i jurament del príncep Joan Carles com a rei d'Espanya el 1975

En virtut de la legislació franquista (Llei 62/1969, de 22 de juliol, per la qual es proveeix el concernent a la successió a la Prefectura de l'Estat i Llei 28/1972, de 14 de juliol, per la qual es dicten normes de aplicació a les previsions successòria), en morir Franco el 20 de novembre de 1975, el 22 de novembre es proclamo rei d'Espanya el príncep Joan Carles de Borbó i Borbó que regne amb el nom de Joan Carles I.
La legalització de la majoria de partits polítics, prèvia a les eleccions generals de juny de 1977, va assegurar la composició d'unes Corts Constituents on es tractà de reflectir la pluralitat de la societat espanyola.

## La Transició
La durada de la Transició varia segons les fonts:
- Alguns consideren, en una lectura curta, el període 1975-1978, comprés entre la mort del dictador Francisco Franco, el 20 de novembre de 1975, i l'aprovació de la Constitució espanyola de 1978 en què el Regne restava definit com a monarquia constitucional.
- Altres consideren el període 1975-1979, any de l'aprovació dels estatuts d'autonomia de les comunitats històriques que ja van gaudir d'Estatut durant la Segona República Espanyola. Són, per ordre d'aprovació, els estatuts del País Basc, Catalunya i Galícia, amb la consecució d'estructures d'autogovern per al Comunitat Valenciana i les Illes Balears al llarg dels anys següents.
- Nombroses fonts coincideixen també en designar com a culminació de la transició les Eleccions generals espanyoles del 28 d'octubre de 1982, en produir-se l'alternança política i guanyar-les per majoria absoluta el Partit Socialista Obrer Espanyol (PSOE) de Felipe González.

### Dates i fets destacats
- Després de prendre possessió com a rei d'Espanya, Joan Carles I ratifica al càrrec el president del Govern, Carlos Arias Navarro, però aquest, massa vinculat al règim anterior, presenta la dimissió l'1 de juliol de 1976.
- Adolfo Suárez és nomenat President del Govern, i és l'encarregat d'entrar en converses amb els principals líders dels principals partits polítics i forces socials emergents.
- El 15 de desembre del 1976, es va celebrar el Referèndum sobre el Projecte de Llei per a la Reforma Política, el resultat va ser l'aprovació del projecte de llei, que va rebre el suport del 94% dels votants. L'aprovació de la Llei per a la reforma política el 4 de gener de 1977 va suposar la derogació de forma tàcita de l'entramat polític franquista. A la llei es preveu la redacció d'una Constitució.
- L'aprovació d'aquesta norma obre pas a la celebració de les primeres eleccions democràtiques, el 15 de juny del 1977. La Unió de Centre Democràtic (UCD) va ser el partit més votat amb 165 diputats (majoria absoluta), el segon partit més votat va ser el Partit Socialista Obrer Espanyol (PSOE) amb 118 diputats, el tercer partit més votat va ser el Partit Comunista d'Espanya (PCE) amb 20 diputats. Adolfo Suárez és investit president i comença el procés de redacció de la Constitució. La Legislatura constituent acabo el amb les Eleccions generals espanyola de l'1 de març 1979[1]
- El 29 de setembre de 1977 el president del govern deroga la llei franquista de 1938 que eliminava les institucions catalanes i restableix la Generalitat provisional, única institució de l'època de la Segona República que serà reinstaurada. El 17 d'octubre de 1977 es nomena a Josep Tarradellas com a President de la Generalitat provisional i a Frederic Rahola com a Conseller de Presidència.
- El 9 d'octubre de 1977 a València té lloc una manifestació multitudinària per demanar l'estatut d'autonomia per al Comunitat Valenciana.[3]
- El 15 d'octubre es publica la llei 46/1977, d'Amnistia, que suposa una llei de punt final, que eximia els participants del règim franquista i partidaris de l'establiment d'un sistema democràtic.[4]
- El 6 de desembre de 1978 s'aprova en referèndum la Constitució Espanyola, que entra en vigor el 29 de desembre. Redactada per la ponència integrada pels diputats Gabriel Cisneros (UCD), Manuel Fraga (AP), Miguel Herrero y Rodríguez de Miñón (UCD), Gregorio Peces-Barba (PSOE), José Pedro Pérez Llorca (UCD), Miquel Roca Junyent (Pacte Democràtic per Catalunya) i Jordi Solé Tura (PSUC). La nova constitució establiria el sistema de la monarquia parlamentària, basada en un cap d'estat hereditari i un president de govern escollit democràticament, i un sistema descentralitzat de repartiment de poder anomenat autonòmic.

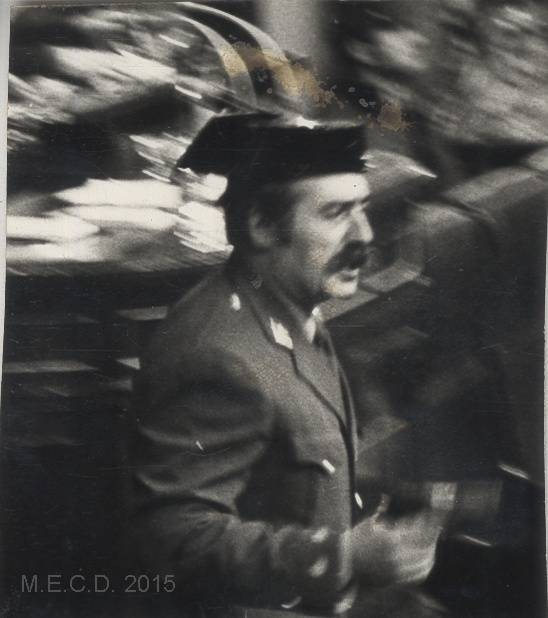
Antonio Tejero el 23-F

- Ateses les pressions externes i internes dins de la UCD, a començaments del 1981 dimiteix el president del govern Adolfo Suárez. Durant la celebració de la votació al Congrés dels Diputats on es preveia l'elecció de Leopoldo Calvo Sotelo, com a successor de Suàrez com a cap de govern, es produeix l'intent de cop d'estat (conegut com el 23-F) protagonitzat pel segrest del Congrés dels Diputats encapçalat pel tinent coronel de la Guàrdia Civil, Antonio Tejero, implicat en l'Operació Galàxia, i diversos dirigents de l'Exèrcit Espanyol: Alfonso Armada, el qual fou exonerat en el judici posterior, i Jaime Milans del Bosch que com a capità general de València ordenà el toc de queda i tragué els tancs al carrer, entre d'altres.
- La UCD, partit del govern, es desintegra entre 1981 i 1982.
- El PSOE obté la majoria absoluta en les eleccions generals d'octubre de 1982, amb 202 diputats al Congrés d'un total de 350 escons. És la primera victòria en unes eleccions a Espanya d'un partit d'esquerres des de la prebèl·lica victòria del Front Popular de l'any 1936.